# Flexiune

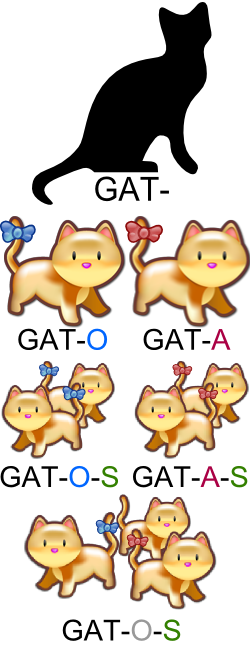
Flexiunea cuvântului „pisică” în limba spaniolă:
gat- – radical;
-o – sufix specific masculinului;
-a – sufix specific femininului;
-s – sufix de plural

În gramatică, flexiunea (< fr  flexion < la  flexio „îndoire”) este, în unele limbi, un procedeu de exprimare a categoriilor gramaticale proprii limbilor respective, prin asocierea la o bază a unor morfeme gramaticale. Dincolo de această definiție generală, la diverși autori se găsesc viziuni diferite despre flexiune.
După unii autori, flexiune este numai procedeul care schimbă forma cuvântului prin afixe care fac corp comun cu baza la care se adaugă. Alți autori consideră flexiune și folosirea unor cuvinte gramaticale nealipite la bază, precum articole, verbe auxiliare, prepoziții etc., în care văd afixe mobile. În această viziune ar exista o flexiune sintetică (prin afixe alipite la bază), o flexiune analitică (prin afixe mobile) și o flexiune mixtă, concomitent sintetică și analitică.
Flexiunea se deosebește de altă operație care constă în adăugarea de afixe, anume derivarea, prin faptul că acesta este un procedeu de formare de cuvinte noi.
În acest articol se tratează ca afixe gramaticale numai morfemele care intră în compoziția cuvântului, iar ca flexiune numai folosirea acestora.

## Tipologia limbilor în funcție de folosirea afixelor
În tipologia limbilor există categoria limbilor sintetice, caracterizate prin folosirea de afixe, subîmpărțită în categoria limbilor flexionare și cea a limbilor aglutinante.
În limbile flexionare predomină exprimarea a mai mult de o categorie gramaticală prin unul și același afix, precum și faptul că morfemul gramatical intervine uneori în radicalul cuvântului. De exemplu, în cuvântul rusesc домов (domov) „(al/a/ai/ale) caselor”, afixul -ov indică în același timp genul masculin, numărul plural și cazul genitiv. Unii lingviști preferă pentru aceste limbi termenul „limbă fuzională”.
În limbile aglutinante este preponderentă exprimarea fiecărei categorii gramaticale prin afixe aparte care se succed. De pildă, în limba maghiară, echivalentul lui домов este házaknak, compus din ház (radical) + -a- (vocală de legătură) + -k (afix ce marchează numărul plural) + -nak (afix ce marchează cazul dativ).
Unii lingviști limitează noțiunea de flexiune la limbile flexionare (fuzionale). Alții o aplică și la limbile aglutinante, ambele tipuri putând fi numite „limbi cu flexiune”.
În limbile cu flexiune, ponderea acesteia diferă de la o limbă la alta. În general, limbile aglutinante sunt predominant sintetice, adică recurg de preferință la afixe. Printre limbile flexionare sunt de asemenea limbi predominant sintetice, precum limbile indoeuropene vechi (sanscrita, greaca, latina), dar sunt și unele predominant analitice, în care cuvintele gramaticale au o pondere mai mare decât afixele, ca de pildă în limba engleză. Cât privește limba română, aceasta este mai sintetică decât celelalte limbi romanice.

## Cuvintele în funcție de folosirea afixelor
În limbile cu flexiune sunt clase de cuvinte, numite tradițional „părți de vorbire”, în care toate cuvintele sunt flexibile (variabile), de exemplu verbele. Alte părți de vorbire sunt neflexibile (invariabile), de pildă conjuncțiile. În unele clase de cuvinte flexibile sunt și membri neflexibili, de exemplu ro  pronumele nehotărât ceva.
În funcție de clasele de cuvinte flexibile și de limba considerată există, în principal, flexiune verbală, numită „conjugare”, și flexiune nominală, numită „declinare”, dacă limba respectivă are categoria cazului gramatical. În flexiunea nominală se disting, tot în funcție limbi, flexiunea substantivală, flexiunea adjectivală și flexiunea pronominală. Ansamblul formelor pe care le ia un cuvânt prin flexiune se numește paradigma acelui cuvânt.
Limbile cu flexiune nu sunt egale nici în privința ponderii acestor tipuri de flexiune una față de cealaltă în cadrul aceleiași limbi. De exemplu, limba slavă veche are și flexiune verbală, și flexiune nominală complexe, dar limba bulgară este o limbă slavă în care flexiunea verbală se menține, dar declinarea este foarte redusă.

## Baza flexiunii
Baza cea mai simplă la care se poate adăuga un afix gramatical este radicalul. Acesta poate fi un morfem lexical liber, adică existent și în calitate de cuvânt autonom. De exemplu, de la radicalul ro  ar-, care este și forma de indicativ prezent, persoana I singular, se realizează forma arăm, prin adăugarea afixelor -ă- și -m.
Unii radicali sunt morfeme legate, adică nu există și în calitate de cuvinte autonome. Este, de pildă, cazul unor radicali verbali onomatopeici, precum cel care imită orăcăitul broaștei: la  quaxare, de  quaken, cs  kvákati, hu  kovákolni.
Baza flexiunii poate fi și un radical la care s-a adăugat deja un afix sau afixe, derivaționale sau gramaticale, ori de ambele tipuri. Și o asemenea bază poate fi un cuvânt autonom. În engleză, de exemplu, radicalul play + afixul derivațional -er dă cuvântul player „jucător”, la care se adaugă afixul gramatical -s pentru a obține players, forma sa de plural. Un exemplu în maghiară este házasságaimról „despre căsătoriile mele”, în cazul căruia, după adăugarea fiecărui afix se obține un cuvânt autonom: radicalul ház „casă” + afixul formator de adjective -as → házas „căsătorit(ă)” + afixul formator de substantive -ság → házasság „căsătorie” + afixul personal posesiv de persoana a III-a singular -a → házassága „căsătoria sa” + afixul de plural al obiectului posedat -i → házasságai „căsătoriile sale” + afixul personal posesiv de persoana I singular -m → házasságaim „căsătoriile mele” + afixul ce marchează cazul delativ -ról „despre”.
Un cuvânt compus poate fi de asemenea bază pentru flexiune, ex. en  foot „picior” + ball „minge” → football „minge de fotbal” + -s → footballs „mingi de fotbal”.

## Tipuri de afixe și categoriile gramaticale pe care le exprimă
Tipurile de afixe se disting după locul pe care îl ocupă față de baza la care se adaugă.

### Prefixe
În unele limbi, precum cele slave, există prefixe (afixe plasate înaintea bazei) gramaticale care exprimă aspectul perfectiv al verbelor, ex. BCMS Majka je prala rublje (imperfectiv) „Mama spăla rufe(le)” vs. Majka je oprala rublje (perfectiv) „Mama a spălat rufe(le)”.
În maghiară sunt de asemenea prefixe de acest fel: Esténként nézte a televíziót (imperfectiv) „Seara se uita (de obicei) la televizor” vs. Ma este megnézte a híradót (perfectiv) „Astă-seară s-a uitat la jurnal”. În această limbă, prefixele au particularitatea de a fi detașate de verb în anumite cazuri. De exemplu, la imperativ, în general, prefixul trece după verb: elindulni (perfectiv) „a porni” → Ne induljatok el! „Nu porniți!”.

### Sufixe
Sufixe (afixe plasate după bază) gramaticale există în multe limbi. Acestea sunt de două tipuri: sufixe după care se pot adăuga alte sufixe, și sufixe numite „desinențe”, după care nu mai poate urma alt sufix.

#### Sufixe care nu sunt desinențe
Sufixele din prima categorie exprimă mai multe categorii gramaticale, în funcție de limbă.
În română, prin astfel de sufixe se exprimă timpuri verbale trecute, ex. lucra (imperfect), tăcu (perfect simplu), mersese (mai mult ca perfect).
În BCMS, în afară de timpuri trecute, se exprimă prin sufixe din această categorie și aspecte verbale:
ljutiti se (imperfectiv) → ljutnuti se (perfectiv) „a se supăra”;
obećati (perfectiv) → obećavati (imperfectiv) „a promite”.
În maghiară se folosesc sufixe de acest tip atât în flexiunea verbală, cât și în cea nominală. În prima se exprimă astfel, printre altele, unicul timp trecut la indicativ și modurile verbale:
vár (radicalul verbului și totodată forma de persoana a III-a singular a indicativului prezent) „așteaptă” → várt „a așteptat/aștepta/așteptă/așteptase”;
vár → várna „ar aștepta”.
În domeniul nominal, prin sufixe din prima categorie se exprimă:
- echivalentele adjectivelor posesive din română: kocsi „mașină” → kocsija „mașina sa”[33];
- marca posesorului (fără ca acesta să fie la cazul genitiv): ki „cine” → Kié ez a toll? „Al cui e stiloul ăsta?”[34];
- pluralul general: taxi → taxik[35];
- pluralul obiectului posedat: kocsija „mașina sa” → kocsijai „mașinile sale”[33].

În aceste limbi, printre gradele de comparație ale adjectivelor și adverbelor, cel comparativ de superioritate este marcat tot de un sufix:
BCMS bijel „alb” → bjelji „mai alb”;
hu  szomorúan „(în mod) trist” → szomorúbban „(în mod) mai trist”.
Forma de superlativ relativ de superioritate se obține adăugând un prefix la cea de comparativ:
BCMS bjelji „mai alb” → najbjelji „cel mai alb”;
hu  szomorúbban „(în mod) mai trist” → legszomorúbban „(în modul) cel mai trist”.
Unii autori consideră flexiune și adăugarea articolului hotărât enclitic, dat fiind că face corp comun cu substantivul, de exemplu în limba albaneză (bukë „pâine” → buka „pâinea”), ca în română. Referitor la adăugarea acestui articol, în lingvistica română se întâlnește termenul „flexiune externă”, iar pentru cazul când articolul lui devine proclitic – termenul „flexiune analitică”.

#### Desinențe
Aceste sufixe gramaticale sunt de două feluri. Cele folosite în declinare sunt numite „desinențe cazuale”. În limbile flexionare (fuzionale) pot exprima și alte categorii gramaticale, în cele aglutinante exprimă doar cazurile.
Desinențele folosite în conjugare exprimă persoana și totodată numărul subiectului propoziției. În unele limbi, la anumite forme, indică și genul, de pildă în limba ebraică: lmadtem (masc.), lmadten (fem.) „(voi) ați învățat”.
O limbă aglutinantă ca maghiara face excepție de la caracteristica principală a acestor limbi prin exprimarea persoanei și a numărului prin aceleași desinențe verbale. În plus, în această limbă sunt aplicate unele desinențe verbale când verbul are complement direct definit, și altele când nu are un asemenea complement, ex. Olvasom a könyvet „Citesc cartea” vs. Olvasok egy könyvet „Citesc o carte”.

## Flexiunea internă
În unele limbi flexionare (fuzionale), categoriile gramaticale sunt exprimate și de morfeme care intervin în radical, ceea ce se numește „flexiune internă”. Aceasta este uneori combinată cu adăugarea de afixe.
În anumite limbi, precum cele semitice, este frecventă flexiunea internă cu sau fără adăugare de prefixe sau sufixe. Constă în schimbarea vocalelor dintre cele trei consoane care formează de cele mai multe ori radicalul cuvântului. În limba arabă, de exemplu, radicalul k-t-b reprezintă noțiunea „scriere”, și servește la alcătuirea unor forme verbale precum kataba „(el) a scris” sau yaktubu „(el) scrie”, și nominale, ca kitab „carte” și kutub „cărți”.
Și în alte limbi există astfel de flexiune internă, dar numai în mod excepțional. Este vorba, de pildă, în engleză, de alternanțe vocalice precum man „bărbat” ~ men „bărbați”, I write „(eu) scriu” ~ I wrote „(eu) am scris”. În limba franceză sunt de asemenea câteva cazuri asemănătoare în conjugare: peut „poate” ~ put „putu”, sait „știe” ~ sut „știú”, prend „ia” ~ prit „luă”, met „pune” ~ mit „puse”.
Unii lingviști numesc infixe, deci un tip de afixe, astfel de vocale, dar acest termen este aplicat mai ales unor consoane care se întâlnesc uneori în latină. Bunăoară, infixul -n- intervine în radicalul jug- al cuvântului jugum „jug”, rezultând tema jung- a indicativului prezent, jungo „(eu) unesc”. Alt infix, -m-, intervine, de pildă, în radicalul rup- al formei de participiu ruptum „rupt”, astfel obținându-se tema rump- a lui rumpo „(eu) rup”.
Infixele sunt curente în unele limbi precum tagalog, vorbită în nordul Filipinelor. Astfel se exprimă, de exemplu, timpul trecut, cu infixul -in-: ibigay „dă” → ibinigay „a dat”.
Referitor la română, Constantinescu-Dobridor numește flexiune internă alternanțele fonetice care, spre deosebire de cele de mai sus, sunt numai condiționate (combinatorii), adică apar numai la adăugarea de sufixe. Ele sunt foarte frecvente și uneori complexe, adică alternanțe vocalice și consonantice concomitente, ex. poartă ~ porți ~ purtăm, cetate ~ cetăți.

## Reduplicarea
Un procedeu de flexiune existent în unele limbi este reduplicarea, adică repetarea în formă identică sau puțin diferită a unui segment din radicalul cuvântului.
Este, de pildă, un tip de flexiune arhaică, mai ales verbală, ce caracterizează faza premergătoare dezmembrării unității lingvistice indoeuropene. Se manifestă prin repetarea unui sunet sau a unei silabe din radical, a doua ocurență servind drept morfem gramatical. Se găsește, de pildă, în formarea timpurilor trecute:
- în limba greacă veche: λύω [ˈluːoː] „(eu) pierd” – λέλυκα [ˈleluka] „pierdusem”[51];
- în limba gotică: háitan „a fi numit” – haíháit „a fost numit”[50];
- în limba latină: do „dau” – dedi „dădui”, sto „stau” – steti „stătui”[53].

Reduplicarea din exemplele latine de mai sus s-a moștenit în română: dădui, dădeam, dădusem; stătui, stăteam, stătusem. În acestea, elementele reduplicate nu mai sunt analizabile ca morfeme, ci constituie silabe din radicali percepuți ca neregulați.
În mod asemănător se exprimă timpul viitor în limba tagalog, ex. sulat „a scrie” – su-sulat „va scrie”.